# Punta Loyola
Punta Loyola ist ein Ort im Departamento Güer Aike in der Provinz Santa Cruz in Argentinien. 
Der Ort liegt etwa 20 km östlich der Provinzhauptstadt von Santa Cruz, Río Gallegos, auf der südlichen Seite des Mündungstrichters (Ria) des Río Gallegos, wo diese sich in den Südatlantik öffnet. Auf der Nordseite der Ria befindet sich ca. 7 km nördlich  die Estancia Cabo Buen Tiempo und ein Punkt der Küstenwache gleichen Namens. 
In Punta Loyola treffen sich die RN 40, die längste Straße Argentiniens und die Eisenbahnstrecke, die die Lagerstätten des Rio Turbio (Yacimiento Rio Turbio/YCRT) mit der Muelle Presidente Illia, dem Verladekai, verbindet. Hier befinden sich sowohl Kohle- als auch Rohöllager. In der Umgebung von Punta Loyola gibt es einige Erdöl- und Erdgasquellen. 
Punta Loyola ist für die Einwohner von Santa Cruz und der Provinz ein Ausflugsort, da dort seit dem Jahre 1911 die stählerne Hülle der unter norwegischer Flagge laufenden und in Schottland 1892 gebauten Bark Marjorie Glen auf dem Strand liegt. Am 19. September 1911 wurde der Windjammer von der Besatzung auf Grund gesetzt, nachdem sich die 1800 t Kohle aus Newcastle in Nordengland selbst entzündet hatten. Die Ladung war für das Handelshaus Braun und Blanchard in Santa Cruz bestimmt gewesen.